# Gluhschwanz
Als Gluhschwanz (auch Glühschwanz, Gluswans, Glûswanz oder Gluuschwanz) wird ein deutsches Nachtgespenst und Fabeltier bezeichnet, das wie ein glühender Drache aussieht. Die Sagengestalt soll nachts mit seinem langen glühenden Schwanz über die Häuser geflogen sein. Es wurde berichtet, dass er durch die früher offenen Schornsteine die Hexen besuchte und ihnen Essen (z. B. Korn) und Trinken oder Geld brachte, damit sie ihm süße Milch zum Trinken auf den Herd stellten. Wenn sie das nicht getan hatten, setzte er deren Schornstein in Brand.
Man erzählte sich von dem seltsamen Wesen, dass, wenn ein Bauer seinen Dienstleuten nicht den richtigen Lohn auszahlte oder ein Tagelöhner seinem Dienstherren nicht richtig diente und Korn oder Eier stahl, zu ihnen um Mitternacht der Gluhschwanz kommen und über ihre Häuser fliegen würde. Sein glühender Schwanz erleuchtete so die Dächer der Bösewichter damit alle ihre Schandtaten sehen konnten. Ab und zu setzte er sich auch auf die Schornsteine und ließ etwas hineinfallen, so dass das Fleisch, das im Rauchfang zum Räuchern hing, nicht mehr zu genießen war. Im ganzen Haus herrschte dann für viele Tage oder Wochen ein bestialischer Gestank.
Ehrlichen Leuten hingegen schüttelte er aus seinem Glühschwanz Taler durch den Schornstein ins Haus.
Er wurde in früheren Zeiten unter anderem im heutigen Landkreis Peine in den Ortschaften Oberg (Ortsteil der Gemeinde Ilsede), Handorf (Ortsteil der Kreisstadt Peine) und der Gemeinde Lengede gesichtet. Er wurde aber auch in vielen anderen Landstrichen, wie beispielsweise der Umgebung des Elms insbesondere im Landkreis Helmstedt und Schöppenstedt, Wehrstedt gesichtet und findet sich in deren Sagenschätzen wieder.
Sternschnuppen wurden unter anderem für das Erscheinen des feurig-leuchtenden „Drachen“ gehalten.